# Arquieparquia de Jerusalém dos melquitas
A Arquieparquia de Jerusalém dos melquitas é uma circunscrição eclesiástica da Igreja Greco-Católica Melquita no Médio Oriente, sendo uma das igrejas Sui Iuris em comunhão com a Igreja Católica Apostólica Romana.

## História
A partir de 1772, como consta no o Orientalium dignitas de papa Leão XIII, o patriarca de Antioquia tornou-se administrador de Jerusalém para os Melquitas da Palestina. A partir de 1838, o patriarca dos Melquitas assumiu o título de patriarca de Antioquia e de todo o Oriente, Alexandria e Jerusalém.
Como é uma das sés do patriarca, a archeparquia é governada por uma protosyncellus, que a governa em nome do patriarca.
Foi o patriarca Máximo III Mazloum quem consagrou a catedral da Anunciação em 24 de maio de 1848.

## Eparcas
Segue-se o quadro com os Eparcas desta circunscrição eclesiástica.
|         | Nome                      | Período                         | Notas   |
| Eparcas | Eparcas                   | Eparcas                         | Eparcas |
| ------- | ------------------------- | ------------------------------- | ------- |
| 12º     | Yasser Ayyash             | depois de 9 de fevereiro 2018   |         |
| 11º     | Joseph Jules Zerey        | 4 junho 2008 a 5 fevereiro 2018 |         |
| 10º     | Georges Bakar             | 2006 a 2008                     |         |
| 8º      | Mtanious Haddad, B.S.     | 2000 a 2006                     |         |
| 7º      | Loutfi Laham              | 1974 a 2000                     |         |
| 6º      | Hilarion Capucci, B.A. †  | 1965 a 1974                     |         |
| 5º      | Gabriel Abu Saada †       | 1948 a 1965                     |         |
| 4º      | ...                       |                                 |         |
| 3º      | Ambroise Basile Abdo †    | 1875 a 1876 (2ª vez)            |         |
| 2º      | Ambroise Basile Abdo †    | 1860 a 1866                     |         |
| 1º      | Elias (Meletios) Fendeh † | 1838 a 1851                     |         |